# 11797 Warell
11797 Warell este un asteroid din centura principală de asteroizi.

## Descriere
11797 Warell este un asteroid din centura principală de asteroizi. A fost descoperit pe 16 martie 1980 la Observatorul La Silla de Claes-Ingvar Lagerkvist. Asteroidul prezintă o orbită caracterizată de o semiaxă mare de 2,68 ua, o excentricitate de 0,19 și o înclinație de 12,1° în raport cu ecliptica.